# Чанки (село)
Чанки — село в городском округе Коломна Московской области. Ранее относилось к Хорошовскому сельскому поселению Коломенского района. Население — 552 чел. (2010).

## Расположение
Село Чанки расположено примерно в 3 км к северо-востоку от города Коломны. Рядом с селом проходит Новорязанское шоссе. В двух километрах западнее села Чанки находится платформа Хорошёво Рязанского направления Московской железной дороги. Ближайшие населённые пункты — сёла Нижнее Хорошово и Амерево.

## Население
| 2002 | 2006 | 2010 |
| ---- | ---- | ---- |
| 523  | ↗549 | ↗552 |

## Достопримечательности

Церковь Введения во храм Пресвятой Богородицы в селе Чанки в 2018 году

В селе Чанки находится церковь Введения во храм Пресвятой Богородицы. Кирпичная церковь в стиле классицизма была построена в 1820 году на месте сгоревшей деревянной. В 1940-х годах церковь закрыли; главный храм и колокольня были разрушены в 1960-х. В 1990-х сохранившаяся трапезная была перестроена в церковь, которую освятили в 2002 году.

## Улицы
В селе Чанки имеются девять улиц:
- Центральная
- Осенняя улица
- Школьная улица
- Юбилейная улица
- Цветочная улица
- Просторная улица
- Солнечная улица
- Придорожная улица
- Весенняя улица